# Resolució 535 del Consell de Seguretat de les Nacions Unides
La Resolució 535 del Consell de Seguretat de les Nacions Unides, fou aprovada per unanimitat el 29 de juny de 1983, després d'examinar l'informe de la Missió a Lesotho comissionada a la Resolució 527 del Consell de Seguretat de les Nacions Unides (1982), el Consell va reafirmar la seva oposició a l'apartheid, elogiant Lesotho per proporcionar el santuari refugiats de Sud-àfrica.
El Consell insta els Estats membres i les organitzacions internacionals a prestar assistència a Lesotho, demanant al Secretari General de les Nacions Unides que informi regularment al Consell sobre la situació a la regió.